# Outward Bound
Outward Bound byla původně škola přežití pro vojáky britského námořnictva. Na jejím základě se etablovalo hnutí pracující s lidmi za pomoci hraní her a pobytu v přírodě. Po válce se tato organizace věnovala zejména učňovské mládeži, dnes tato organizace sídlí ve Velké Británii a zaměřuje se na práci s učiteli a školní mládeží.
Termín „Outward Bound“ charakterizuje v námořní angličtině loď opouštějící jistotu přístavů a vydávající se na moře s mnoha riziky. Metaforicky se tak vyjadřuje základní princip školy:
- člověk může dokázat mnohem víc, než si myslí;
- málokdo si uvědomuje, co lze dosáhnout vzájemnou pomocí a týmovou spoluprací.

Z pedagogického hlediska termín „Outward Bound“ označuje metodu učení se skrze zážitek (experiencial learning). Vychází se z předpokladu, že každý jedinec dosahuje poznání skrze to, co prožívá a především následně reflektuje. Důraz se klade na vlastní proces prožívání, dělání, nikoliv na cíl jako takový. V procesu řešení zátěžové situace překonává jedinec nejistotu ve vlastní schopnosti, poznává se v nestandardních životních situacích, intenzivně vnímá kontakt s přírodou a s ostatními při spolupráci na překonávání problému.
V odkazu zakladatele školy Kurta Hahna dnes usiluje řada institucí po celém světě o propojení zážitkového vzdělávání a pedagogického působení na člověka.

## Outward Bound v Česku
Do roku 2016 se pod českým Outward Bound nacházely výjimečně (v každé zemi je možné mít pouze jednu organizaci nesoucí značku Outward Bound) dvě organizace: Prázdninová škola Lipnice a Česká cesta.  V současnosti je jediným nositelem licence Prázdninová škola Lipnice (PŠL), jejíž pobockou je Outward Bound CZ.